# Rise and Fall, Rage and Grace
《Rise and Fall, Rage and Grace》는 미국의 펑크 록 밴드 오프스프링의 8번째 정규음반이다. 2008년 6월 17일날 전 세계에 발매되었던 같은 달 11일에 먼저 일본에서 발매되었다. 음반 제작 프로듀서 메탈리카, 본 조비등 음반을 제작했던 밥 록이 맡았다 2003년 영입된 드러머 아톰 윌라드가 2007년에 탈퇴이후 Splinter에 드럼 레코딩을 해주었던 조시 프리즈가 다시한번 이 앨범에 드럼 레코딩에 참여하였다. 이후 2007년말 오프스프링은 새 드러머로 피트 퍼라다를 영입한다.

## 수록곡
전곡 작사/작곡 오프스프링
| #   | 제목                                | 재생 시간 |
| --- | ----------------------------------- | --------- |
| 1.  | 〈"Half-Truism"〉                   | 3:27      |
| 2.  | 〈"Trust in You"〉                  | 3:09      |
| 3.  | 〈"You're Gonna Go Far, Kid"〉      | 2:58      |
| 4.  | 〈"Hammerhead"〉                    | 4:41      |
| 5.  | 〈"A Lot Like Me"〉                 | 4:28      |
| 6.  | 〈"Takes Me Nowhere"〉              | 2:59      |
| 7.  | 〈"Kristy, Are You Doing Okay?"〉   | 3:42      |
| 8.  | 〈"Nothingtown"〉                   | 3:29      |
| 9.  | 〈"Stuff Is Messed Up"〉            | 3:31      |
| 10. | 〈"Fix You"〉                       | 4:19      |
| 11. | 〈"Let's Hear It for Rock Bottom"〉 | 4:05      |
| 12. | 〈"Rise and Fall"〉                 | 2:59      |

## 음반 참여
- 덱스터 홀랜드 - 보컬, 기타
- 누들스 - 기타
- 그렉 K - 베이스
- 조쉬 프리즈 - 드럼
- 밥 록 - 음반 프로듀서